# The Walls Have Eyes
The Walls Have Eyes è il secondo album in studio dei War & Peace, pubblicato nel 2004 dalla Z Records.

## Tracce
1. Calling – 1:23
2. Reflections – 4:25
3. City in Flames – 3:29
4. The Walls Have Eyes – 4:58
5. Stranger in My Own Land – 5:49
6. Rock and Roll Breakdown – 3:17
7. No One Is Listening – 4:50
8. You Haunt Me – 3:09
9. The Shell – 4:44
10. Black in the Mirror – 5:13
11. Desperate Hearts – 5:10
12. The Line in the Sand – 4:04
13. Finale – 3:02
14. Walk Away (cover dei Dokken) – 4:55

## Formazione
- Jeff Pilson – voce, chitarra, basso, batteria
- Daniel Imas – chitarra addizionale nella traccia 7
- Michael Frowein – batteria nelle tracce 2, 3, 9, 10, 13
- Bartholamew Toff – batteria nelle tracce 4, 5, 6, 7, 8, 11, 12
- Alex Masi – assolo di chitarra nella traccia 5